# Paddy O'Brien
Pour les articles homonymes, voir O'Brien.
Patric Denis O'Brien, né le 19 juillet 1959 à Invercargill (Nouvelle-Zélande) est un arbitre international néo-zélandais de rugby à XV. 

## Carrière d'arbitre
Il a arbitré son premier match international le 23 octobre 1994 à l'occasion d'un match entre l'équipe de Hong Kong et  l'équipe de Corée du Sud.
Paddy O'Brien a arbitré notamment deux matchs de la coupe du monde de rugby 1999 (match d'ouverture compris), quatre matchs de la coupe du monde de rugby 2003 (demi-finale Angleterre-France comprise), sept matchs du Tournoi des Six Nations et cinq matchs du Tri-nations (au 29-07-06).

## Palmarès d'arbitre
- 37 matchs internationaux (au 29 juillet 2006)
- 51 matchs du Super 12  (au 5 août 2006)